# DiaWest — Комп'ютерний світ
«DiaWest — Комп'ютерний світ» — українська ІТ-компанія з головним офісом у Києві. Основний вид діяльності — роздрібна торгівля високотехнологічними товарами.
Компанія працює з 1994 року, є бізнес-партнером компаній Intel, Samsung, LG, HP, Epson, Canon, APC, Lexmark, Microsoft та інших.[джерело?]
З 2007 компанія є членом Асоціації підприємств інформаційних технологій України.

### Комп'ютерні системи «DiaWest»
Під торговою маркою «DiaWest» виробляється повний ряд комп'ютерних систем, починаючи від персональних комп'ютерів і закінчуючи високопродуктивними серверами.
DiaWest виробив:
- В 2010 — 21 005 комп'ютерів[джерело?]
- У 2009 році — 15 053 комп'ютерів[джерело?]
- В 2008 — 23 000 комп'ютерів[1]
- В 2007 — 31 000 комп'ютерів[джерело?]
- В 2006 — 28 000 комп'ютерів[джерело?]

### Роздрібна мережа
«Diawest — Комп'ютерній світ» — одна з найбільших в Україні роздрібних мереж спеціалізованих магазинів. На кінець 2010 продажі здійснювалися в 67 магазинах, в 53 населених пунктах України. В асортименті мережі — понад 4 тисяч найменувань товарів.
Оборот мережі:
- 2010 — 201 млн грн.
- 2009 — 107 млн грн.
- 2008 — 266 млн грн.[2]
- 2007 — 325 млн грн.

## Суспільна відповідальність
DiaWest проводить благодійні проекти — підтримує стипендіями обдарованих дітей, допомагає дитячим будинкам та садочкам, облаштовує комп'ютерами школи.[джерело?]
Взимку 2010—2011 року компанія створила у кожному зі своїх магазинів куточки благодійності, куди всі охочі могли принести іграшки, книжки та канцелярське приладдя. Всі ці речі передані у 21 дитячий будинок. Компанія також подарувала кожному з цих закладів комп'ютери.[джерело?]
Весною 2011 компанія збирає по всій мережі магазинів «DiaWest — Комп'ютерний світ» гроші для родини, у якій росте трійня і в якій двоє хворі на церебральний параліч. З уже зібраних коштів (разом з внесками співробітників компанії) для цієї родини придбаний ноутбук, який допомагатиме розвивати моторику у дітей.[джерело?]

## Відзнаки та нагороди
"Компанія DiaWest — лауреат премії «Найкращий вітчизняний товар 2007 року» в номінаціях:
- «Виробництво комп'ютерної техніки і програмно-технічних комплексів»;
- «Найкращі професійні консультації у галузі комп'ютерної техніки»;
- «Комплексні рішення щодо організації документообігу для малих і середніх робочих груп (офісів)».[джерело?]

## Ключові особи
- Балюк Анатолій Анатолійович — Голова правління